# ObZen
obZen è il sesto album in studio del gruppo musicale svedese Meshuggah, pubblicato il 3 marzo 2008 dalla Nuclear Blast.

## Descrizione
Composto da nove brani, si tratta del primo album del gruppo inciso con il bassista Dick Lövgren. Come affermato dal chitarrista del gruppo, Mårten Hagström, il titolo dell'album è un gioco di parole fra obscene (osceno) e Zen, la pratica spirituale. Non è una parola che ha che fare con la religione, quanto piuttosto un commento alla tendenza umana di trovare sollievo e relax commettendo atti osceni.
Per la promozione dell'album, il 14 maggio 2008 il gruppo ha pubblicato il video musicale per la terza traccia Bleed.

## Tracce
1. Combustion – 4:11
2. Electric Red – 5:53
3. Bleed – 7:24
4. Lethargica – 5:49
5. obZen – 4:26
6. This Spiteful Snake – 4:54
7. Pineal Gland Optics – 5:14
8. Pravus – 5:12
9. Dancers to a Discordant System – 9:36

## Formazione
- Jens Kidman – voce
- Fredrik Thordendal – chitarra
- Mårten Hagström – chitarra
- Dick Lövgren – basso
- Tomas Haake – batteria

## Classifiche
| Classifica (2008) | Posizione massima |
| ----------------- | ----------------- |
| Finlandia         | 21                |
| Francia           | 123               |
| Svezia            | 16                |
| Svizzera          | 99                |